# Линкольн (округ, Оклахома)
Округ Линкольн (англ. Lincoln County) располагается в США, штате Оклахома. По состоянию на 2010 год, численность населения составляла 34 189 человека. Был официально образован в 1891 году, получил своё название по имени шестнадцатого президента США Авраама Линкольна.

## География
По данным Бюро переписи США, общая площадь округа равняется 2501 км², из которых 2481 км² суша и 20 км² или 0,82 % это водоёмы.

### Соседние округа
- Пейн (Оклахома) — север
- Крик (Оклахома) — северо-восток
- Окфаски (Оклахома) — юго-восток
- Поттавотоми (Оклахома) — юг
- Оклахома (Оклахома) — юго-запад
- Логан (Оклахома) — северо-запад

## Демография
По данным переписи населения 2000 года в округе проживает 32 080 жителей в составе 12 178 домашних хозяйств и 9 121 семей. Плотность населения составляет 13 человек на км². На территории округа насчитывается 13 712 жилых строений, при плотности застройки 6 строений на км². Расовый состав населения: белые — 86,43 %, афроамериканцы — 2,46 %, коренные американцы (индейцы) — 6,57 %, азиаты — 0,25 %, гавайцы — 0,02 %, представители других рас — 0,45 %, представители двух или более рас — 3,82 %. Испаноязычные составляли 1,51 % населения.
В составе 34,10 % из общего числа домашних хозяйств проживают дети в возрасте до 18 лет, 61,50 % домашних хозяйств представляют собой супружеские пары проживающие вместе, 9,20 % домашних хозяйств] представляют собой одиноких женщин без супруга, 25,10 % домашних хозяйств не имеют отношения к семьям, 22,40 % домашних хозяйств состоят из одного человека, 10,50 % домашних хозяйств] состоят из престарелых (65 лет и старше), проживающих в одиночестве. Средний размер домашнего хозяйства составляет 2,59 человека, и средний размер семьи 3,03 человека.
Возрастной состав округа: 27,40 % моложе 18 лет, 7,80 % от 18 до 24, 26,70 % от 25 до 44, 24,10 % от 45 до 64 и 13,90 % от 65 и старше. Средний возраст жителя округа 40 лет. На каждые 100 женщин приходится 97,30 мужчин. На каждые 100 женщин старше 18 лет приходится 94,50 мужчин.
Средний доход на домохозяйство в округе составлял 31 187 USD, на семью — 36 310 USD. Среднестатистический заработок мужчины был 28 647 USD против 20 099 USD для женщины. Доход на душу населения был 14 890 USD. Около 11,10 % семей и 14,50 % общего населения находились ниже черты бедности, в том числе — 17,90 % молодежи (тех кому ещё не исполнилось 18 лет) и 12,10 % тех кому было уже больше 65 лет.